# Sterling (hop)
Sterling is een hopvariëteit, gebruikt voor het brouwen van bier.
Deze hopvariëteit is een “aromahop”, bij het bierbrouwen voornamelijk gebruikt vanwege zijn aromatische eigenschappen. Deze Amerikaanse diploïde cultivar werd in 1990 op de markt gebracht en zou vergelijkbaar zijn met een combinatie van Saaz en Mount Hood.

## Kenmerken
- Alfazuur: 5 – 9%
- Bètazuur: 4 – 6%
- Eigenschappen: kruidig, met een floraal en citrusaroma